# 吳瑞庭
吳瑞庭（英語：Keith Ng Shui Ting，1966年1月6日—），香港男演員及美術指導，現為香港無綫電視基本合約藝人。他曾為邵氏兄弟男藝人，2010年改名吳昊嶸。

## 背景
吳瑞庭出身於潮州家庭，早年在九龍牛頭角下邨成長，家中共有6名兄弟姊妹。其父親在他兩三歲時病歿，母親於區內經營一間日用品雜貨店。吳瑞庭童年時候曾到平山礦石場遊玩。學業方面表現一般，小學成績中規中矩，但經常逃學。後來，吳瑞庭在少年時期移居順安邨，曾就讀聖若瑟英文中學。他在校時游泳、籃球及田徑校隊成員。中學畢業後初期任職文員，繼而到馬偉明位於尖沙咀金巴利道的時裝店「Front First」應徵女裝銷售員。
及至1985年，吳瑞庭一位同學給他報讀了銅鑼灣「小太陽教育中心」（即無綫電視的一個附屬訓練機構）開辦的影視演藝進修班。該訓練班為期3個月，於夜間上課。在開課後不久，吳瑞庭已被無綫電視藝員科的經理相中，詢問他當演員的意願。本來他只抱持玩樂心態去接受培訓，也沒有預期自己陪朋友報名卻被選中當學員，然而剛完成了影視演藝進修班（即無綫電視第3期藝員進修班，同屆同學尚有周海媚、黎耀祥）就改變主意，簽約成爲無綫電視合約藝員。他曾出演《義不容情》《蜀山奇俠》等電視劇。而其首個參演作品是《香港86》。另一方面，他初出道時除了任職服裝售貨員之外（一直在馬偉明的時裝店任職至1990年代為止），亦基於想增廣見聞而從事多份兼職，例如幫朋友推銷產品。又曾以玩票形式隨羅君左到香港電台聲演廣播劇。吳瑞庭入行首5年時常利用拍攝前後的空檔期做公司其他劇集的跑龍套，他因此而得到可觀收入，是電視台裏其中一名俗稱「爆騷」（演出數目超出其合約訂明的總數）的藝人。
任職演員的同時，吳瑞庭善用空餘時間了解幕後製作過程，其中他學習了造道具的手法。1989年曾於旺角開設店舖經營布料批發與服裝生意。1992年約滿無綫電視後，他不獲電視台續約。他最初前往馬來西亞加入馬來西亞影視製作公司HVD，後來逐漸開展其美術指導生涯。留馬7年間，吳瑞庭認識了楊盼盼。當對方在知道他有意轉戰幕後之後，便於2000年代初介紹他入行當美術指導。他當年的工作範圍不限於娛樂圈，在外也接下夜總會場地佈置、廣告、商業活動等包含自己包辦設計流程的項目，時維1990年代末。此前他嘗試投身資訊科技界（與朋友營運資訊性網站），以展望可以通過轉做幕後而獲得更多幕前演出的機會。為此，吳瑞庭屢次向導演自薦任特約演員，最終都不獲錄用。結果他打消演出念頭，只專注於幕後。
1997年正值亞洲金融風暴，吳瑞庭因未能參演劇集而從馬來西亞回港生活，且工作重心放在美術指導與張羅拍攝佈景等工作。適逢楊盼盼擔任電影《極地皇陵》的執行監製，他如是展開了影視作品方面的指導事宜，還可與王家衞的團隊共事。2017年，吳瑞庭為無綫劇集《荷里活有個大老千》擔任美術指導期間，首度獲一位幕後人員提出復出邀請。後在舊同事與太太鼓勵下，2018年正式重返無綫電視，參演回巢後首部劇集作品《白色強人》。吳瑞庭於2019年往後主要留在香港，重新發展幕出事業。因為內地政府整頓國內影視圈文化，以致製作單位減少投資新製作。於是他較少接洽幕後工作。此外，他當過的士司機，亦曾經營維修店生意。

## 個人生活
吳瑞庭於1980年代認識從事零售業的現任妻子。2人於2010年結婚，婚後育有1名女兒。另外，吳瑞庭於2010年在妻子提議下更名吳昊嶸。不過基於電視台要求他用回原名演出，所以他重返無綫電視之後，演出過的劇集的演員名單皆以「吳瑞庭」一名作記錄。

## 演出作品
*以下列表只記錄吳瑞庭演出過的影視作品。若有遺漏，請協助補充相關資料。

### 電視劇（無綫電視）
| 首播   | 劇名              | 角色     | 備註       |
| 1986年 | 小島風雲          |          |            |
| 1986年 | 英雄故事          |          |            |
| 1986年 | 薛剛反唐          |          |            |
| 1986年 | 黃金十年          |          |            |
| 1986年 | 黃大仙            |          |            |
| 1986年 | 流氓大亨          |          |            |
| 1986年 | 工字打出頭        | 車廠員工 |            |
| 1986年 | 城市故事          | Frankie  |            |
| 1986年 | 香港八六          |          |            |
| 1987年 | 獵鯊行動          |          |            |
| 1987年 | 狂龍              | 王承恩   |            |
| 1987年 | 成吉思汗          | 別克     |            |
| 1987年 | 生命之旅          |          |            |
| 1987年 | 大運河            | 捕快     |            |
| 1988年 | 新紮師兄1988      | 阿森     |            |
| 1988年 | 太平天國          | 奕譞     |            |
| 1988年 | 奇門鬼谷          | 待衞     |            |
| 1989年 | 花月佳期          |          |            |
| 1989年 | 天涯歌女          |          |            |
| 1989年 | 飛虎群英          |          |            |
| 1989年 | 淘氣雙子星        | 浸會狂   |            |
| 1989年 | 吉星報喜          |          |            |
| 1989年 | 晉文公傳奇        | 獄卒     |            |
| 1989年 | 義不容情          | Eric     |            |
| 1989年 | 婆媽女婿          | 阿友     |            |
| 1990年 | 成功路上          |          |            |
| 1990年 | 奇幻人間世        | 蚱蜢     |            |
| 1990年 | 蜀山奇俠          | 笑和尚   |            |
| 1991年 | 幹探群英          | 大囗鍋   |            |
| 1991年 | 打工貴族          |          |            |
| 1991年 | 人海驕陽          | 賀子奇   |            |
| 1991年 | 我係黃飛鴻        | 小沙彌   |            |
| 1991年 | 龍的天空          | 阿飛     |            |
| 1992年 | 羣星會            | 元兵     |            |
| 1992年 | 沖天小子          | 喪中     |            |
| 1992年 | 血溅塘西          | 夏天生   |            |
| 2018年 | 兄弟              | 周耀麟   |            |
| 2018年 | 救妻同學會        | 許達榮   |            |
| 2019年 | 愛·回家之開心速遞 | 勞先生   |            |
| 2019年 | 福爾摩師奶        | 王烈     |            |
| 2019年 | 白色強人          | 郭逸財   |            |
| 2019年 | 飛虎之雷霆極戰    | 堂       |            |
| 2020年 | 降魔的2.0         | 宋月基   |            |
| 2020年 | 那些我愛過的人    | 方紹忠   |            |
| 2020年 | 反黑路人甲        | 方永豪   |            |
| 2020年 | 過街英雄          | 隋俊賢   |            |
| 2020年 | C9特工            | 沙塵張   |            |
| 2020年 | 踩過界II          | 法官     |            |
| 2020年 | 使徒行者3         | 李顯     |            |
| 2021年 | 伙記辦大事        | 陳先生   |            |
| 2021年 | 逆天奇案          | 黃志榮   |            |
| 2021年 | 刑偵日記          | 醫生     |            |
| 2021年 | 七公主            | 易先生   |            |
| 2021年 | 我家無難事        |          |            |
| 2021年 | 把關者們          | 楊啟泰   |            |
| 2021年 | 星空下的仁醫      | 賴克兢   |            |
| 2021年 | 換命真相          | 古家明   |            |
| 2021年 | 十月初五的月光    | 黎松柏   |            |
| 2022年 | 飛虎之壯志英雄    | 研究專家 |            |
| 2022年 | 金宵大廈2         | 阿榮     |            |
| 2022年 | 廉政行動2022      | 江寧彪   |            |
| 2022年 | 雙生陌生人        | 甘在峰   |            |
| 2022年 | 回歸              | 徐先生   | 單元：曙光 |
| 2022年 | 黯夜守護者        | 鄺先生   |            |
| 2022年 | 美麗戰場          | 陳警司   |            |
| 2022年 | 超能使者          | Martin   |            |
| 2022年 | 輕·功             | 元規     |            |
| 2023年 | 新四十二章        | 比利     |            |
| 2023年 | 隱門              | 高文治   |            |
| 2023年 | 靈戲逼人          | 江昊羽   |            |
| 2023年 | 新聞女王          | 譚志明   |            |
| 2024年 | 本尊就位          | 李曉飛   |            |
| 2025年 | 奪命提示          | 蔣佳成   |            |

### 電視劇（亞洲電視）
| 首播   | 劇名          | 角色   | 備註 |
| 2000年 | 美麗傳說      | Kevin  |      |
| 2000年 | 影城大亨      | 程家豪 |      |
| 2002年 | 法內情2002    |        |      |
| 2005年 | 危險人物      |        |      |
| 2005年 | 美麗傳說2星願 | Henry  |      |
| 2006年 | 香港奇案實錄  | 林志偉 |      |

### 電視劇（其他）
| 首播   | 劇名     | 角色     | 備註                           |
| 2017年 | 詭探     | Tommy    | 香港電視娛樂，以本名吳昊嶸演出 |
| 2020年 | 戰毒     | 阿驅     | 企鵝影視                       |
| 2023年 | 廉政狙擊 | 唐經肇   | 邵氏兄弟                       |
| 2025年 | 執法者們 | 海關關員 | 邵氏兄弟                       |

### 電影
- 1992年：《辣手神探》
- 1994年：《奪命接觸》
- 1995年：《南洋十大邪術》飾 Kenny
- 1996年：《古惑女之決戰江湖》飾 阿維
- 1996年：《伊波拉病毒》飾 小麗男友
- 1999年：《監獄風雲之少年犯》
- 1999年：《爆裂刑警》
- 2001年：《金榜題名之流氓社工》
- 2003年：《忘不了》
- 2004年：《旺角黑夜》飾 吳子強
- 2023年：《無間一戰》飾 高級警長
- 2024年：《我談的那場戀愛》飾 權叔
- 2024年：《武替道》飾 	阿金

### 綜藝節目
- 2023年：回家（第3集）

## 外部連結
- 吳瑞庭在香港影庫上的簡介
- 吳瑞庭在豆瓣上的资料（简体中文）
- 吳瑞庭的Facebook專頁
- 吳瑞庭的Instagram帳戶